# 김급식
김급식은 고등학교 급식 식단 정보를 제공하는 애플리케이션이다.
현재 급식 자료 업데이트가 가능한 고등학교 2383개교 중 99.7%인 2375개교 정보를 관리하고 있다.

## 역사
장규학, 최우영 공동대표가 2012년 2월부터 서비스를 시작하여 2013년 대한민국 모바일앱 어워드 3월 으뜸앱을 수상하였다. 또 2016년 10월 22일에는 주식회사 메가엠디가 주식회사 포워드 퓨쳐와 업무 협약(MOU) 체결해 2016년 11월 16일 주식회가 메가엠디가 김급식을 전면 개편했다고 선언했다.

## 기능
- 급식 정보
- 학사 정보
- 시간표
- 일정관리
  - 디데이(D-day)
  - 약속
  - 과제
- 메모
- 커뮤니티 서비스